# Canal Alberto
El canal Alberto (en neerlandés: Albertkanaal; en francés: Canal Albert) es un canal de navegación ubicado en el noreste de Bélgica, llamado así por el rey Alberto I de Bélgica. Fue inaugurado con gran pompa el 30 de julio de 1939 en ocasión de la Exposición Internacional de Lieja (1939) que se celebró en Lieja desde el 20 de mayo al 31 de agosto de 1939. Conecta las grandes ciudades de Lieja y Amberes, el puerto de Lieja en el río Mosa con el puerto de Amberes en el estuario del Escalda. Tiene una profundidad de 3,4 m, una altura libre de 6,7 metros y una longitud total de 129,5 km. La capacidad máxima es Clase CEMT VI.
Entre Amberes y Lieja hay una diferencia de altitud de 56 m, y se necesitaron un total de 6 esclusas para superar la diferencia de altitud. Cinco de las esclusas tienen una diferencia de altitud de 10 metros; son las ubicadas en Genk, Diepenbeek, Hasselt, Kwaadmechelen y Olen. Por el contrario, la esclusa de Wijnegem tiene una diferencia de altura de 5,45 metros.
En los años treinta, viajar desde Amberes hasta Lieja por vía fluvial llevaba alrededor de siete días. Hoy en día, la misma distancia se cubre en 18 horas. Desde que se terminó el canal Rin-Meno-Danubio en 1992, una barcaza ahora puede navegar desde Amberes cruzando toda Europa hasta el mar Negro.

## Historia

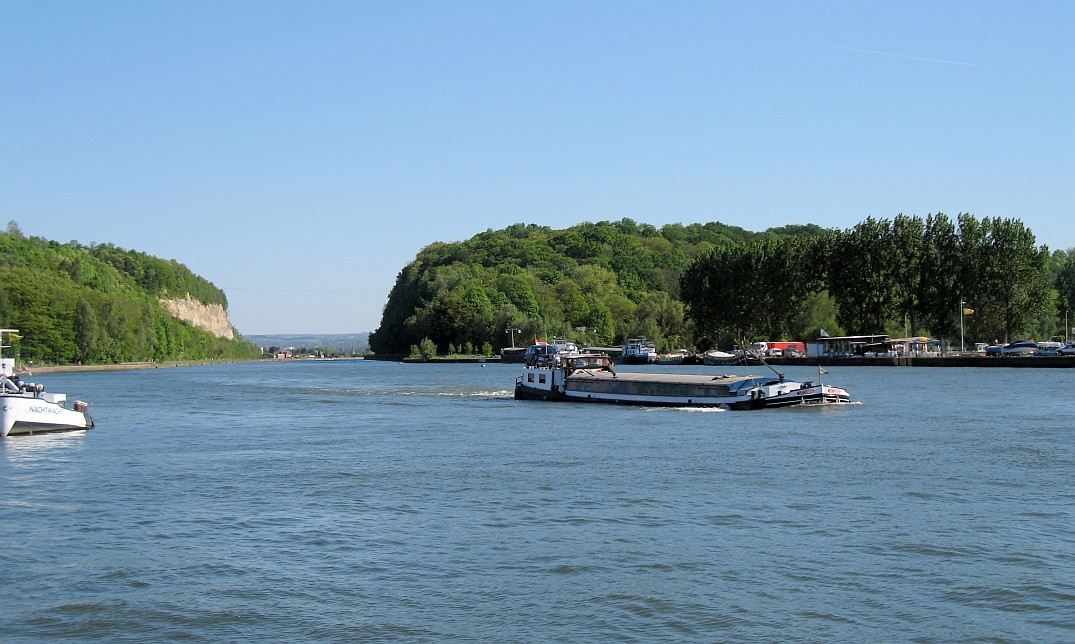
El canal Alberto cerca de Kanne, Limburgo.

El canal Alberto se excavó en el período 1930-1939. La empresa de construcción alemana Hochtief AG trabajó en el canal entre 1930 y 1934. Funcionó por vez primera en 1940, pero debido a la Segunda Guerra Mundial, la explotación no empezó hasta 1946. 
Durante la Segunda Guerra Mundial, el canal funcionó como una línea defensiva. Tenía que asegurar no sólo Bélgica, sino también los distritos franceses del noreste. Las esclusas del canal sirvieron para controlar el nivel del agua. En mayo de 1940 se produjo en sus inmediaciones la batalla del fuerte Eben-Emael, durante la que un grupo de paracaidistas alemanes capturaron el fuerte y tres puentes sobre el canal. En septiembre de 1944, la Segunda división canadiense creó una cabeza de puente cruzando el canal conforme los Aliados luchaban por liberar Bélgica y los Países Bajos de la ocupación nazi.
- Wikimedia Commons alberga una galería multimedia sobre Canal Alberto.